# Discocyclinidae
Discocyclinidae és una família de foraminífers bentònics de la superfamília Nummulitoidea, del subordre Rotaliina i de l'ordre Rotaliida. El seu rang cronoestratigràfic abraça des del Paleocè mitjà fins a l'Eocè superior.

## Classificació
Discocyclinidae inclou els següents gèneres:
- Actinocyclina †
- Asterophragmina †
- Discocyclina †
- Orbitoclypeus †

Altres gèneres considerats a Discocyclinidae són:
- Asteriacites †, considerat subgènere d' Orthophragmina, Orthophragmina ( Asteriacites ), i acceptat com a Actinocyclina
- Asterodiscocyclina †, considerat subgènere d' Orthophragmina, Orthophragmina ( Asterodiscocyclina )
- Bontourina †, acceptat com a Discocyclina
- Eudiscodina †, acceptat com a Discocyclina
- Exagonocyclina †, acceptat com a Orbitoclypeus
- Hexagonocyclina †, acceptat com a Discocyclina
- Nemkovella †
- Nodocyclina †, acceptat com a Discocyclina
- Orthophragmina †, acceptat com a Discocyclina
- Pileocyclina †, acceptat com a Orbitoclypeus
- Trybliodiscodina †, considerat subgènere de Discocyclina, Discocyclina ( Trybliodiscodina )
- Umbilicodiscodina †, considerat subgènere de Discocyclina, Discocyclina ( Umbilicodiscodina )